# Boris Becker
Boris Becker (* 22. listopadu 1967) je bývalý profesionální německý tenista, olympijský vítěz ve čtyřhře z LOH 1992 v Barceloně a trojnásobný vítěz Wimbledonu, na kterém se stal v roce 1985 nejmladším vítězem v jeho historii. Nejvýše klasifikován v žebříčku ATP pro dvouhru byl na 1. místě (28. ledna 1991). Za svou kariéru vyhrál celkem 49 turnajů ATP ve dvouhře, z toho 6 grandslamových turnajů, a 15 turnajů ve čtyřhře.
V dubnu 2022 nastoupil do britské věznice k dvouapůlletému nepodmíněnému trestu za provinění v insolvenčním řízení, mimo jiné za neuvedení celého soupisu majetku a zatajování dluhů. Po vyhlášení bankrotu tenista vyváděl stovky tisíc liber z osobního obchodního účtu jinam, nepřiznal podíl ve firmě či bankovní půjčku. V roce 2022 byl rovněž v Mnichově podmíněně odsouzen
za daňové úniky.
V roce 2003 byl uveden do Mezinárodní tenisové síně slávy.

## Finále na Grand Slamu

### Mužská dvouhra: 10 (6–4)
| Stav      | rok  | turnaj              | povrch | soupeř ve finále | výsledek                     |
| --------- | ---- | ------------------- | ------ | ---------------- | ---------------------------- |
| Vítěz     | 1985 | Wimbledon           | tráva  | Kevin Curren     | 6–3, 6–7(4–7), 7–6(7–3), 6–4 |
| Vítěz     | 1986 | Wimbledon (2)       | tráva  | Ivan Lendl       | 6–4, 6–3, 7–5                |
| Finalista | 1988 | Wimbledon           | tráva  | Stefan Edberg    | 6–4, 6–7(2–7), 4–6, 2–6      |
| Vítěz     | 1989 | Wimbledon (3)       | tráva  | Stefan Edberg    | 6–0, 7–6(7–1), 6–4           |
| Vítěz     | 1989 | US Open             | tvrdý  | Ivan Lendl       | 7–6(7–2), 1–6, 6–3, 7–6(7–4) |
| Finalista | 1990 | Wimbledon           | tráva  | Stefan Edberg    | 2–6, 2–6, 6–3, 6–3, 4–6      |
| Vítěz     | 1991 | Australian Open     | tvrdý  | Ivan Lendl       | 1–6, 6–4, 6–4, 6–4           |
| Finalista | 1991 | Wimbledon           | tráva  | Michael Stich    | 4–6, 6–7(4–7), 4–6           |
| Finalista | 1995 | Wimbledon           | tráva  | Pete Sampras     | 7–6(7–5), 2–6, 4–6, 2–6      |
| Vítěz     | 1996 | Australian Open (2) | tvrdý  | Michael Chang    | 6–2, 6–4, 2–6, 6–2           |

## Vítězství dvouhra
- 1985 (3x) – Wimbledon, Cincinnati, Queen's Club
- 1986 (6x) – Wimbledon, Canadian Open, Paris Indoor, Chicago, Sydney Indoor, Tokyo Indoor
- 1987 (3x) – Indian Wells, Milán, Queen's Club
- 1988 (7x) – Indian Wells, Masters, Dallas, Queen's Club, Stockholm, Tokyo Indoor, Indianapolis
- 1989 (5x) – Wimbledon, US Open, Paris Indoor, Milán, Philadelphia
- 1990 (5x) – Stockholm, Brusel, Stuttgart Indoor, Sydney Indoor, Indianapolis
- 1991 (2x) – Australian Open, Stockholm
- 1992 (5x) – ATP World Championship, Paris Indoor, Basilej, Brusel, Rotterdam
- 1993 (2x) – Dauhá, Milán
- 1994 (4x) – Stockholm, Los Angeles, Milán, New Haven
- 1995 (2x) – ATP World Championship, Marseille
- 1996 (5x) – Australian Open, Stuttgart Indoor, Grand Slam Cup, Queen's Club, Vídeň

Jedná se o vůbec nejmladšího vítěze dvouhry ve Wimbledonu – dokázal zde první titul získat ve svých 17 letech.